# トム兼松
トム兼松（とむ かねまつ）は、日本のギタリスト・作曲家・キリスト教徒。岐阜県坂祝町出身・在住。本名は兼松　努。

## 経歴
ゴスペルグループ「ザ･メッセンジャーズ」に3年間在籍し日米で演奏。ヨーロッパ録音のリーダー作「Morning Glory」発表。アメリカではジャズの巨匠ロン・カーターやドロシー・モリソン（グラミー賞受賞）らのレコーディングやコンサートに参加。オーロラの下で演奏するツアーを9回敢行し、愛知万博のカナダ館でオリジナルオーロラ曲を披露。自身が率いるバンド「SAKURA」のアメリカツアーで好評を得、オークランドより表彰、またUSAグローバルピースアワード（LTPウェブスターラジオ&TV）を受賞。
2015年、ギターソロスタジオ・アルバム「スペイン」をリリース。本作にはロン・カーターらとのニューヨーク録音もボーナス・トラックとして収録されている。2021年にはサラマンカホール（岐阜）にてソロコンサートを開催した。
東京でラジオDJを4年間務め、現在はコミュニティFM局「FMらら」でラジオパーソナリティを務める。
可児キリスト教会員で、キリスト教徒として活動している。